# Birgitta Skarin Frykman
Harriet Birgitta Skarin Frykman, född 4 januari 1941 i Uppsala, död 10 december 2017 i Göteborg, var en svensk etnolog och professor emerita. 
Skarin Frykman disputerade 1985 vid Göteborgs universitet och var 1996–2008 professor i etnologi, särskilt europeisk, vid samma lärosäte. 1998 invaldes hon som ledamot av Kungliga Vetenskaps- och Vitterhetssamhället i Göteborg. Skarin Frykman är begravd på Örgryte nya kyrkogård.